# Elisa Tenaud
Elisa Tenaud Bravo (Lima, 22 de febrero de 1992) es una actriz, modelo, comunicadora audiovisual y cantante peruana. Es más conocida por los roles estelares de Andrea Carhuancho en la telenovela musical Cumbia pop y de Elisa Sandoval en la serie de televisión De vuelta al barrio, además de haber interpretado otros papeles en su carrera actoral.

## Biografía
La joven artista nace en Lima, el 22 de febrero de 1992. Es hija de Nena Bravo, una reconocida guionista de ficción en el medio local, y de Ricardo Tenaud, un productor audiovisual, quien fue baterista de la legendaria banda peruana Pax.
En 1996, a sus 4 años de edad, participa en Tribus de la calle, producción escrita por su madre.
En 2013, se une al elenco secundario de Avenida Perú y a través de sus cuentas de redes sociales compartía algunas fotografías de cómo se preparaban para la realización de la ficción.
En 2014, participa en varios episodios de la serie en unitarios Conversando con la Luna.
De 2015 a 2016, actúa en la telenovela Nuestra Historia interpretando a Susan.
En 2016, Tenaud forma parte del elenco principal de Al fondo hay sitio, exitosa serie en la que interpreta a Belén, la sobrina de Lucifer (Mónica Torres) y la amiga de Grace (Mayra Couto) que la cuida mientras esta secuestrada por Carmen (Teddy Guzmán). En ese mismo año, participa en el episodio "Milena" de la serie unitaria Amores que matan.
Otra de las producciones nacionales en las que se le ve es en la telenovela Mis tres Marías, también en 2016, en la cual caracteriza a Yvette, la rebelde y codiciosa hija de la familia que conforman Dora (Julia Thays) y Pancho (Rodrigo Sánchez Patiño).
Elisa Tenaud también incursiona en el cine con la película El Soñador, en 2016, cinta del director Adrián Saba, en la que participa como protagonista junto a Gustavo Borjas (Johnny en VBQ: Todo Por La Fama).
En 2018, protagoniza la telenovela musical Cumbia pop al lado de Erick Elera, en donde también interpreta varios de los temas musicales que se escuchan en la telenovela.
En 2019, realiza una participación especial como "Crisis" en la película Django: En el nombre del hijo. 
De 2020 a 2021, integra el elenco principal de la serie De vuelta al barrio caracterizando a Elisa Cárcamo.

## Filmografía

### Cine
| Año  | Título                          | Personaje | Notas                     | Ref. |
| ---- | ------------------------------- | --------- | ------------------------- | ---- |
| 2016 | El soñador                      | Emilia    | Rol Protagónico           |      |
| 2019 | Django 3: En el nombre del hijo | "Crisis"  | Rol Antagónico Secundario |      |

### Televisión

#### Series y telenovelas
| Año       | Título                         | Personaje                                                                              | Notas                                      | Ref.  |
| --------- | ------------------------------ | -------------------------------------------------------------------------------------- | ------------------------------------------ | ----- |
| 1996      | Tribus de la calle             |                                                                                        | Rol Recurrente                             |       |
| 2013      | Avenida Perú                   | Shirley Bravo                                                                          | Rol Secundario                             |       |
| 2014      | Conversando con la Luna        | Varios Roles                                                                           | Roles Secundarios                          |       |
| 2015–2016 | Nuestra historia               | Susan                                                                                  | Rol Secundario                             |       |
| 2016      | Amores que matan               | Lucy                                                                                   | Rol Principal (Episodio: Milena)           |       |
| 2016      | Mis tres Marías o Mis 3 Marías | Yvette Ortega Domínguez                                                                | Rol Antagónico Secundario Reformado        |       |
| 2016      | Al fondo hay sitio             | Belén Dávila Delgado                                                                   | Reparto principal                          |       |
| 2017      | Cumbia Pop 2030 (Piloto)       | Andrea Carhuancho Apiani                                                               | Rol Protagónico                            |       |
| 2018      | Cumbia Pop Vol. 1              | Andrea Carhuancho Apiani                                                               | Rol Protagónico                            | [ 2 ] |
| 2018      | Ángeles de amor                | Sara Navarro Vásquez                                                                   | Rol Coprotagónico                          |       |
| 2020–2021 | De vuelta al barrio            | Elisa Dalitsca Sandoval Cárcamo de Ganoza / "Elisa Sandoval Cárcamo" / "Elisa Cárcamo" | Rol Principal                              | [ 3 ] |
| 2025      | La rosa de Guadalupe Perú      | Jimena Sotomayor                                                                       | Protagonista (Episodio: «Entre las nubes») |       |
| 2025      | La rosa de Guadalupe Perú      | Ángela Mora                                                                            | Antagonista (Episodio: «Reflectores»)      |       |

#### Programas
| Año  | Título           | Rol        | Notas             | Ref. |
| ---- | ---------------- | ---------- | ----------------- | ---- |
| 2018 | Las más buscadas | Ella misma | Invitada Especial |      |
| 2022 | Jimmy Show TV    | Ella misma | Invitada Especial |      |

### Vídeos musicales
| Año  | Título                                    | Personaje         | Notas                              | Ref.  |
| ---- | ----------------------------------------- | ----------------- | ---------------------------------- | ----- |
| 2018 | Cumbia Pop                                | Andrea Carhuancho | Del elenco principal de Cumbia Pop |       |
| 2018 | Dime si esto es amor                      | Andrea Carhuancho | De Elisa Tenaud y Erick Elera      |       |
| 2018 | Alguien que bese como tú                  | Andrea Carhuancho |                                    |       |
| 2018 | Suda                                      | Andrea Carhuancho |                                    |       |
| 2018 | Amandote                                  | Andrea Carhuancho | De Ximena Palomino                 |       |
| 2018 | Televidente                               | Andrea Carhuancho | De Elisa Tenaud y Erick Elera      |       |
| 2018 | Motor y Motivo                            | Andrea Carhuancho | De Elisa Tenaud y Erick Elera      |       |
| 2018 | Motor y Motivo (Versión balada)           | Andrea Carhuancho | De Elisa Tenaud y Erick Elera      |       |
| 2018 | Ya no puedo más                           | Andrea Carhuancho | De Elisa Tenaud y Erick Elera      |       |
| 2018 | Y es que sucede así                       | Andrea Carhuancho | De Elisa Tenaud y Erick Elera      |       |
| 2019 | Realidad                                  | Ella misma        | De Elisa Tenaud                    |       |
| 2019 | 2000 años                                 | Ella misma        | De Elisa Tenaud                    |       |
| 2021 | Sesiones Estudios en Casa (Nueva versión) | Ella misma        | De Elisa Tenaud                    |       |
| 2021 | Bailar                                    | Bailarina         | De Chiwako                         | [ 4 ] |
| 2022 | Francesca y Diego                         | Ella misma (Voz)  | De Elisa Tenaud                    |       |

## Discografía

### Agrupaciones musicales
- Banda de reggae (2018) como Vocalista.

### Álbumes
- Motor y Motivo (2018) (Colaboradora).

### Temas musicales

#### Temas paraCumbia Pop Vol. 1
- «Y es que sucede así» (2018) (Con el elenco de Cumbia Pop) (También Compositora).
- «Motor y Motivo» (2018) (Con Erick Elera).
- «Motor y Motivo (Versión balada)» (2018) (Con Erick Elera).
- «Televidente» (2018) (Con Erick Elera).
- «Ya No Puedo Más» (2018) (Con Erick Elera).
- «Dime si esto es amor» (2018) (Con Erick Elera).
- «Alguien que bese como tú» (2018).

#### Otros
- «Realidad» (2019).
- «2000 años» (2019).
- «Sesiones Estudio en Casa (Nueva versión)» (2021).
- «Francesca y Diego» (2022) (Tema para Al fondo hay sitio).

### Bandas sonoras
- Cumbia Pop Vol. 1 (2018).
- Al fondo hay sitio (2022).

## Teatro
| Año  | Título                 | Personaje | Notas           | Ref.  |
| ---- | ---------------------- | --------- | --------------- | ----- |
| 2012 | Maculada               |           | Rol Principal   | [ 5 ] |
| 2018 | Naufragio              | Paz       | Rol Protagónico | [ 6 ] |
| 2019 | No te mates en mi casa | Sofía     | Rol Protagónico | [ 7 ] |